# Roberto Lückert León
Roberto Lückert León (Maracaibo, 9 de diciembre de 1939 - Maracaibo, 16 de junio de 2024) fue un arzobispo católico venezolano. Primer Arzobispo de la Arquidiócesis de Coro en el estado Falcón desde el 23 de noviembre de 1998  Fue el segundo Vicepresidente de la Conferencia Episcopal Venezolana.

## Biografía
Nació en Maracaibo, Estado Zulia, el 9 de diciembre de 1939, en el seno de un hogar con religiones mixtas; su padre Walter, oriundo de Alemania era luterano y su madre Carmen Alicia, de Trujillo, era católica. Era el mayor de ocho hermanos. Sus estudios de primaria y secundaria los realizó en el Colegio Gonzaga perteneciente a los Padres Jesuitas en la ciudad de Maracaibo.  En el Seminario interdiócesano Santa Rosa de Lima en Caracas estudió teología y filosofía. 

## Sacerdocio
El 14 de agosto de 1966 es ordenado sacerdote por monseñor Domingo Roa Pérez, arzobispo de Maracaibo. Se le nombró vicario cooperador de la Parroquia Santa Bárbara en el Zulia, luego vicario ecónomo y finalmente, miembro del equipo de sacerdotes del Centro Vocacional de la Arquidiócesis de Maracaibo. Fue rector y párroco de la Basílica de Nuestra Señora de la Chiquinquirá (1972-1978) cuando fue elegido por monseñor Domingo Roa Pérez como vicario general de la Arquidiócesis y director del Diario católico La Columna, más tarde, en 1980 retoma como párroco de la Basílica manteniendo los anteriores cargos.

## Episcopado
El 27 de abril de 1985, el Papa Juan Pablo II lo nombró III Obispo de la Diócesis de Cabimas.
Recibió la ordenación episcopal el 29 de junio de ese mismo año, por monseñor Domingo Roa Pérez, Arzobispo de Maracaibo como consagrante principal. Los obispos co-consagrantes fueron monseñor Mariano José Parra León, Obispo de Cumaná, y monseñor  Baltazar Enrique Porras Cardozo, Obispo Auxiliar de Mérida.

### Obispo y Arzobispo de Coro
El 21 de julio de 1993, el Papa Juan Pablo II lo nombró IV Obispo de la Diócesis de Coro.
El 23 de noviembre de 1998, la Diócesis de Coro fue elevada a Arquidiócesis metropolitana, y el 20 de febrero de 1999 Mons. Roberto Lückert fue nombrado arzobispo de Coro en la catedral de Santa Ana. 
29 de junio de 1999, el Papa Juan Pablo II le entregó el palio arzobispal en la Ciudad del Vaticano. 

### Arzobispo Emérito de Coro
Es sucedido por el Excmo. Mons. Mariano José Parra Sandoval, el 25 de octubre de 2016, quedando Mons. Roberto Lückert como Arzobispo Emérito de la Arquidiócesis de Coro.
| Predecesor: Marco Tulio Ramírez Roa    | III Obispo de Cabimas 1985 - 1993 | Sucesor: Freddy Jesús Fuenmayor Suárez |
| Predecesor: Ramón Ovidio Pérez Morales | Obispo de Coro 1993 - 1998        | Sucesor: Ninguno                       |
| Predecesor: Ninguno                    | I Arzobispo de Coro 1998 - 2015   | Sucesor: Mariano José Parra Sandoval,  |